# Julian Steward
Julian Haynes Steward (31 de enero de 1902 - 6 de febrero de 1972) fue un antropólogo y arqueólogo estadounidense creador de lo que él mismo denominó el método de la ecología cultural.
Nacido en Washington D. C., no mostró un interés especial por la antropología hasta que tuvo dieciséis años e ingresó en el Deep Springs College de Sierra Nevada (Estados Unidos) entidad encargada de la formación de nuevos políticos. En este ambiente entró en contacto con las tribus indígenas shoshone y paiute, las cuales despertaron su interés por la antropología. Inició sus estudios en dicha disciplina en la Universidad de Berkeley en 1925, graduándose en 1929 con un estudio sobre los payasos ceremoniales entre los indios americanos.
En 1935 Steward comenzó a participar en el Bureau of Indian Affairs desde el que consiguió importantes reformas para esta comunidad y realizó trabajos arqueológicos tanto en Norteamérica como en Sudamérica. 
Su principal aportación a la antropología la constituyen sus estudios de revisión de la teoría de la evolución bajo el modelo de la ecología cultural y de la evolución multilineal presentados en su obra Theory of Culture Change: The Methodology of Multilinear Evolution (1955).